# Elza Karlovac
Elza Karlovac (Split, 14. veljače 1910. – Ljubljana, 22. lipnja 1961.), hrvatska operna pjevačica.
U Splitu je učila pjevanje i započela karijeru. Bila je članica opere HNK u Zagrebu, a od 1939. u Ljubljani. Posjedovala je izrazito taman glas (alt) i ostvarila je brojne uloge. Najviše se istaknula kao Janáčekova Crkvenjarka ("Janufa"). 